# Matt Mullins
Matthew Mullins (ur. 10 listopada 1980 w Naperville w stanie Illinois, USA) – amerykański praktyk sztuk walki, aktor. Wraz z Michaelem Chaturantabutem stworzył styl sztuk walki znany jako Extreme Martial Arts (XMA).
W 1997 roku, jako szesnastolatek, zdobył tytuł WKA (mistrz karate/kickboxingu) w Dublinie w Irlandii. W ciągu następnych trzech lat tytułem tym nagrodzono go jeszcze czterokrotnie. Jest również sześciokrotnym zwycięzcą zawodów NASKA National Champions i pięciokrotnym zwycięzcą AKA National Champions.
Mullins jest także praktykiem stylu shorei-ryu oraz posiadaczem czarnego pasa w tym stylu sztuk walki.
Jako aktor znany jest z głównej roli ulicznego wojownika Aleksa Danko w filmie akcji Krwawa pięść 2050 (2005). W latach 2008–2009 występował w głównej roli w serialu telewizyjnym Kamen Rider: Dragon Knight.